# Луккезе
«Луккезе» — итальянский футбольный клуб из города Лукка, выступающий в Серии С1, третьем по силе дивизионе чемпионата Италии. Основан в 1905 году, реформирован в 2008 году. Домашние матчи проводит на арене «Стадио Порта Элиза», вмещающем 7 400 зрителей. В Серии А «Луккезе» провёл в общей сложности 8 сезонов, которые пришлись на середину XX века. Лучшим достижением клуба в чемпионатах Италии является 7-е место в сезоне 1936/37.

## Известные игроки
- Луис Оливейра
- Ферруччо Валькареджи
- Джованни Виола
- Эусебио Ди Франческо
- Альдо Оливьери
- Марко Росси
- Роберто Стеллоне
- Иван Франческини
- Пьер Воме
- Иосиф Фабиан

## Известные тренеры
- Джузеппе Виани
- Марчелло Липпи
- Джакомо Нери
- Вирджинио Розетта
- Джулиано Сарти
- Джузеппе Гальдеризи